# Keserov Potok
Keserov Potok – wieś w Chorwacji, w żupanii karlowackiej, w gminie Krnjak. W 2011 roku liczyła 8 mieszkańców.